# Matrix Software
Matrix Software (яп. 株式会社マトリックス) — японська компанія, розробник відеоігор. Заснована в липні 1994 року Косуке Охорі та колишніми членами Climax Entertainment і Telenet Japan. В основному спеціалізується на розробці ігор JRPG-жанру та ігор за мотивами аніме, дебютний проект компанії Alundra був виданий у квітні 1997 року.

## Список ігор
- Alundra (1997)
- Alundra 2 (1999)
- Avalon Code (2008)
- Cluster Edge (2007)
- Dragon Quest V (2004)
- Dragon Quest Characters: Torneko no Daibōken 3 (2002)
- Dual Hearts (2002)
- Final Fantasy III (Nintendo DS)(2006)
- Final Fantasy IV (Nintendo DS) (2007)
- Final Fantasy IV the After: Tsuki no Kikan (2008)
- Futari wa Precure Max Heart: Danzen! DS de Precure Chikara o Awasete Dai Battle (2005)
- Kureyon Shinchan Saikyou Kazoku Kasukabekingu Ui (2006)
- Hikari no 4 Senshi: Final Fantasy Gaiden (2009)
- Nectaris: Military Madness (1998)
- Nostalgia[en] (2008)
- One Piece: Gear Spirit (2007)
- Tamago de Pazuru (1999)
- Tales of VS. (2009)
- Torneko: The Last Hope (1999)
- Yu Yu Hakusho: Dark Tournament (2005)